# Рогачёвский монетный клад
Рогачёвский монетный клад (бел. Рагачоўскі манетны скарб) — клад, найденный в Белоруссии в 1971 году в городе Рогачёв. Наиболее вероятное время, когда был зарыт клад — 1832 год. Содержал около 1000 монет, из них 462 медные со следами серебрения: подделки под 1/12 талера Пруссии 1766 года (127 экземпляров), 10-грошевые монеты Польши 1831 года (72 экземпляра). 10-грошевые монеты осаждённой Варшавы 1831 года (263 экземпляра). Хранится в нумизматическом кабинете БГУ.